# Deepdale (rivière)
La rivière Deepdale  (anglais : Deepdale River) est un cours d’eau de l’Ile du Sud de la Nouvelle-Zélande. Elle s'écoule essentiellement dans la région de la  West Coast, mais la partie inférieure de la rivière est située dans la région de  Tasman.

## Géographie
La rivière “Deepdale” s’écoule globalement vers le nord de sa source dans la chaîne de  «Brunner Range», dans le parc forestier Victoria (en), formant une vallée profonde. Elle atteint le fleuve Buller, dans la partie supérieure des gorges de Buller (en), à vingt kilomètres à l’ouest de la ville de Murchison .